# Die Spur führt nach Berlin
Die Spur führt nach Berlin ist ein deutscher Kriminalfilm aus dem Jahre 1952 von Franz Cap.

## Handlung
Berlin zu Beginn der 1950er Jahre. Zwei Männer fahren mit dem Lift auf den Berliner Funkturm hinauf. Dort kommt es zwischen den beiden zu einer heftigen Auseinandersetzung. Der eine Mann fordert den anderen, widerwilligen, auf, keine Sperenzchen zu machen und mit ihm mitzukommen. „Sie hat uns nämlich verständigt“, meint er vieldeutig. Als der andere sich weigert, zückt der erste einen Revolver. Es kommt zu einem Handgemenge, dann fallen drei Schüsse, die von einem gerade über die Funkturmspitze fliegenden Flugzeug übertönt werden. Der Todesschütze flieht mit dem Lift wieder nach unten. Im Stockwerk mit dem Restaurant darunter wartet derweil eine junge, elegante Frau, die einen Kaffee trinkt und den 'Stern' liest. Auch der Erschossene führte den 'Stern' mit sich, offensichtlich ein Erkennungszeichen. Nachdem der Schütze, den die Frau mit dem 'Stern' am Fahrstuhl wenige Sekunden lang sieht, entschwunden ist, eilt sie auf die Aussichtsplattform hinauf und sieht den tödlich Getroffenen sterben. Blut rinnt aus seiner Brust. Ein weiterer Mann mit seiner Frau und zwei kleinen Kindern sind ebenfalls auf der Plattform angekommen. Der Sterbende nennt dem Familienvater nur noch zweimal den Namensbeginn Dorn… ehe er stirbt. Als der Liftführer über den Mord informiert wird, schauen die Anwesenden in die Tiefe, wo der Mörder über die Straße eilt und in einer auf ihn wartenden schwarzen Limousine davonrast.
Die Polizei startet eine Großfahndung und Berlins Schupos heften sich in ihren VW-Käfern an die vom Ganoven Martin gesteuerte Limousine. Als man die Gangster stellen will, saust Martin durch die Polizeisperre und entkommt durch das Brandenburger Tor in den Osten der Stadt. Die beiden Kriminalbeamten Wengen und Lüdecke beschäftigen sich gerade mit US-Dollar-Noten, die in großer Stückzahl den Berliner Westen überschwemmen, als Lüdecke den Mord auf dem Funkturm erwähnt. Offenbar haben beide Fälle miteinander zu tun. Währenddessen fliegt ein Amerikaner in Tempelhof ein. Es ist der Anwalt Ronald Roberts, der auf der Suche nach einem Karl Dornbrink ist. Da er ihn nicht finden kann, sucht er zunächst dessen Tochter Vera Dornbrink auf, die als Ballettlehrerin arbeitet. Sie ist die Frau, die zu Beginn des Films im Funkturmrestaurant auf den später Ermordeten wartete. Roberts erklärt Vera, dass ihr Vater eine Farm in Ohio und 150.000 $ von seinem Stiefbruder geerbt habe. Vera erklärt Roberts daraufhin, dass ihr Vater nicht mehr lebe und kurz vor Kriegsende in einem Arbeitslager in Österreich gestorben sei. Roberts findet rasch Gefallen an Vera und versucht daraufhin, sie näher kennenzulernen. Beide gehen miteinander aus. Roberts ahnt nicht, dass Vera sehr viel mehr weiß, als sie vorgibt. Tatsächlich ist ihr Vater, einst ein gefragter Künstler in der Reichsdruckerei, noch am Leben.
Gregor Pratt, seines Zeichens Chef eines Geldfälscherrings, setzt Vera seit geraumer Zeit unter Druck, mit ihm zu kooperieren. Pratt hält Veras 65-jährigen Vater gefangen und zwingt den Grafiker, bei der Herstellung der falschen Dollarnoten mitzuhelfen. Zu der Bande gehört auch Browski. Er ist derjenige Mann, der den Aussteiger Groß, der ebenfalls zur Bande gehört, auf dem Funkturm erschossen hat. Roberts muss rasch feststellen, dass ihm Vera nicht die ganze Wahrheit gesagt hat und konfrontiert sie mit seinen Erkenntnissen. Bald spitzen sich die Dinge zu. Eine Spur führt Roberts in den Humboldthafen, wo der Amerikaner von Martin und Browski angegriffen und schließlich niedergeschlagen wird. Schließlich landet er im Wasser, wacht in einem offensichtlich im Osten Berlins liegenden Erholungsheim wieder auf und wird befragt von einer sowjetischen Dolmetscherin namens Tamara im Auftrag ihres Vorgesetzten, des Sowjet-Majors Sirotkin. Die Berliner Polizei hat inzwischen festgestellt, dass es sich bei den zuhauf aufgetauchten Dollarscheinen um Fälschungen handelt. Daraufhin wird auch die amerikanische Besatzungsmacht Berlins hellhörig, und Kriminalrat Wengen schließt sich mit seinem US-Kollegen Kriminaldezernent Harris kurz. Auch die Briten durch den Kriminaldezernenten Lonergan schalten sich ein.
Allmählich zieht sich der Ring um die Verbrecherbande immer enger, die Polizei liefert sich mit den Mitgliedern des Geldfälscherrings rasante Verfolgungsjagden kreuz und quer durch den Westen Berlins. Roberts und Vera sind nun zwischen die Fronten geraten, und der scheinheilig seine Liebe zu Vera behauptetende Pratt hat sie zu seiner Gefangenen gemacht. Die Gangster haben ihre Werkstatt an der Nahtstelle zwischen den West- und Ostsektoren unter dem in Trümmern liegenden Reichstagsgebäude errichtet, wo man sie am wenigsten vermutet. Der am Kopf verletzte Roberts taucht auf, um Vera und ihren Vater Karl Dornbrink aus den Händen der Schurken zu befreien. Bandenchef Pratt zerrt Vera fort, verfolgt von Roberts. In der Zwischenzeit stürmt die Berliner Polizei das Versteck, um es auszuheben. Dabei kommt es schließlich zum Kampf mit den Gangstern in der Ruine des Reichstags. Pratt wird schließlich auf dem Dachsims erschossen und stürzt dabei auf den Vorplatz des Gebäudes.

## Produktionsnotizen
Der Film, der seinen Reiz vor allem aus den dokumentarischen Aufnahmen vom frühen, noch von den massiven Kriegsnarben gezeichneten Nachkriegs-Berlin bezieht, wurde ab dem 28. Juli 1952 gedreht. Die Dreharbeiten endeten im Oktober desselben Jahres. Die Innenaufnahmen entstanden in den CCC-Ateliers von Berlin-Spandau, die Außenaufnahmen an diversen West-Berliner Drehorten wie dem Funkturm, dem Bahnhof Zoo, vor dem Brandenburger Tor, am Reichstag, der Charlottenburger Chaussee, der Ruine der Krolloper, der Kantstraße, am Bismarckdenkmal, am Kurfürstendamm sowie zahlreichen anderen Straßen und Plätzen Berlins.
Die Uraufführung war am 28. November 1952 in mehreren bundesdeutschen Städten. In Österreich lief der Film am 4. September 1953 an.
Produzent Artur Brauner, der ursprünglich die Tänzerin Sybil Werden (Das letzte Rezept, 1951) für die weibliche Hauptrolle vorsah, verpflichtete für die männliche und weibliche Hauptrolle zwei bis dahin komplett unbekannte Darsteller. Der US-Amerikaner Gordon Howard hatte kurz zuvor in Des Teufels Erbe eine Nebenrolle gespielt, Irina Garden gab in Die Spur führt nach Berlin ihr Filmdebüt. Für den gebürtigen Tschechen František Čáp war dies der bekannteste von mehreren Filmen, die er als Franz Cap im frühen Nachkriegsdeutschland der 1950er Jahre drehte. Anschließend kehrte er in die Tschechoslowakei zurück.
Fritz Klotzsch war Produktionsleiter, die Bauten stammen aus der Hand von Emil Hasler und Walter Kutz. Arthur Grimm schuf die Standfotos.
Horst Buchholz hat nach 7 Minuten und 33 Sekunden Spieldauer einen acht Sekunden kurzen, stummen Auftritt als junger Mann im Funkturm-Eingang, der dem Entdecker der Leiche auf der Funkturmaussichtsplattform interessiert zuhört. Einige Minuten später hat der junge Günter Pfitzmann als Beamter in der Polizei-Leitzentrale eine nur unwesentlich längere Sprechrolle. Der spätere Drehbuchautor Heinz Oskar Wuttig gab hier seinen Einstand beim Film. Es war seine einzige Rolle als Filmschauspieler.
Für den internationalen Markt wurde unter dem Titel Adventure in Berlin eine englischsprachige Fassung hergestellt. Bei der Vorauswahl für den deutschen Beitrag für die Filmfestspiele in Cannes (1953) fiel Die Spur führt nach Berlin durch, da man befand, dass sich dieser Film thematisch allzu nah an Carol Reeds Klassiker Der dritte Mann orientiere.

## Kritiken
„Zweimal ist Wien schon Gegenstand guter Filme gewesen, die das eigentümliche politische Flair der österreichischen Viermächtestadt eingefangen haben. Jetzt hat sich die CCC-Film auch an das viel spannungsreichere Berlin gewagt. 'Die Spur führt nach Berlin' ist ein englisch und deutsch gedrehter Film, der freilich dem Thema Berlin manches schuldig bleibt, schon im Stoff, der an sich eigentlich nicht politisch ist, sondern eine sehr amerikanisch gefärbte Gangster-Geschichte, an deren Rande nur die politischen Windlichter aufleuchten. Auch das weltberühmte Handlungsgerüst des Dritten Manns schaut überall hervor. Mit einem Mord auf dem Funkturm beginnt es, und mit einer Verbrecherjagd in den Katakomben und Ruinen des Reichstagsgebäudes endet es. (…) Ein Carol Reed jedenfalls hat diesen Film aus Berlin, der ständig auf die Jahreszahl 1952 Wert legt, nicht gedreht. Daß Berlin Chikago den Rang ablaufen möchte, dafür will die nach Berlin führende Spur – in der neben Kurt Meisels neuer Gangster-Physiognomie auch die strenge Schönheit Irina Gardens erscheint, gewiß nicht Reklame machen.“

Paimanns Filmlisten resümierte:

„Verbrechergeschichte vor zeitbedingtem Hintergrund, der anfangs durch charakteristisch gesehene Berliner Außenaufnahmen verdeutlicht, später vom reißerischen Inhalten überdeckt wird, wie auch einzelne Darsteller zu sehr an der Oberfläche bleiben.“

„Schablonenhafter Politthriller, der nur durch die Außenaufnahmen in den Ruinen Berlins ein wenig Zeitkolorit und Interesse gewinnt.“